# Kantabrische Winde
Die Kantabrische Winde (Convolvulus cantabrica) ist eine Pflanzenart aus der Gattung Winden (Convolvulus) innerhalb der Familie der Windengewächse (Convolvulaceae).

## Beschreibung

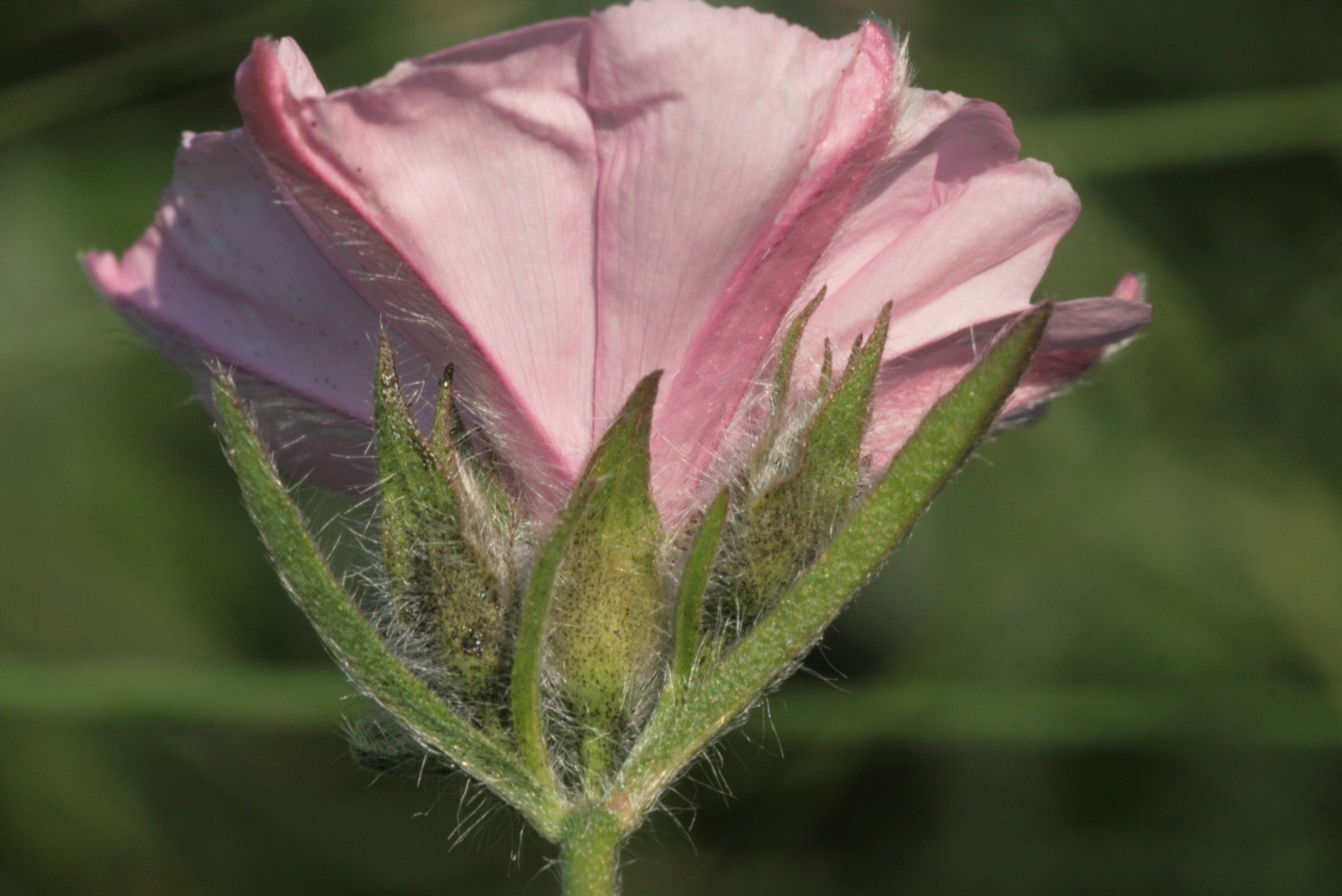
Teilblütenstand mit Blüte von de Seite

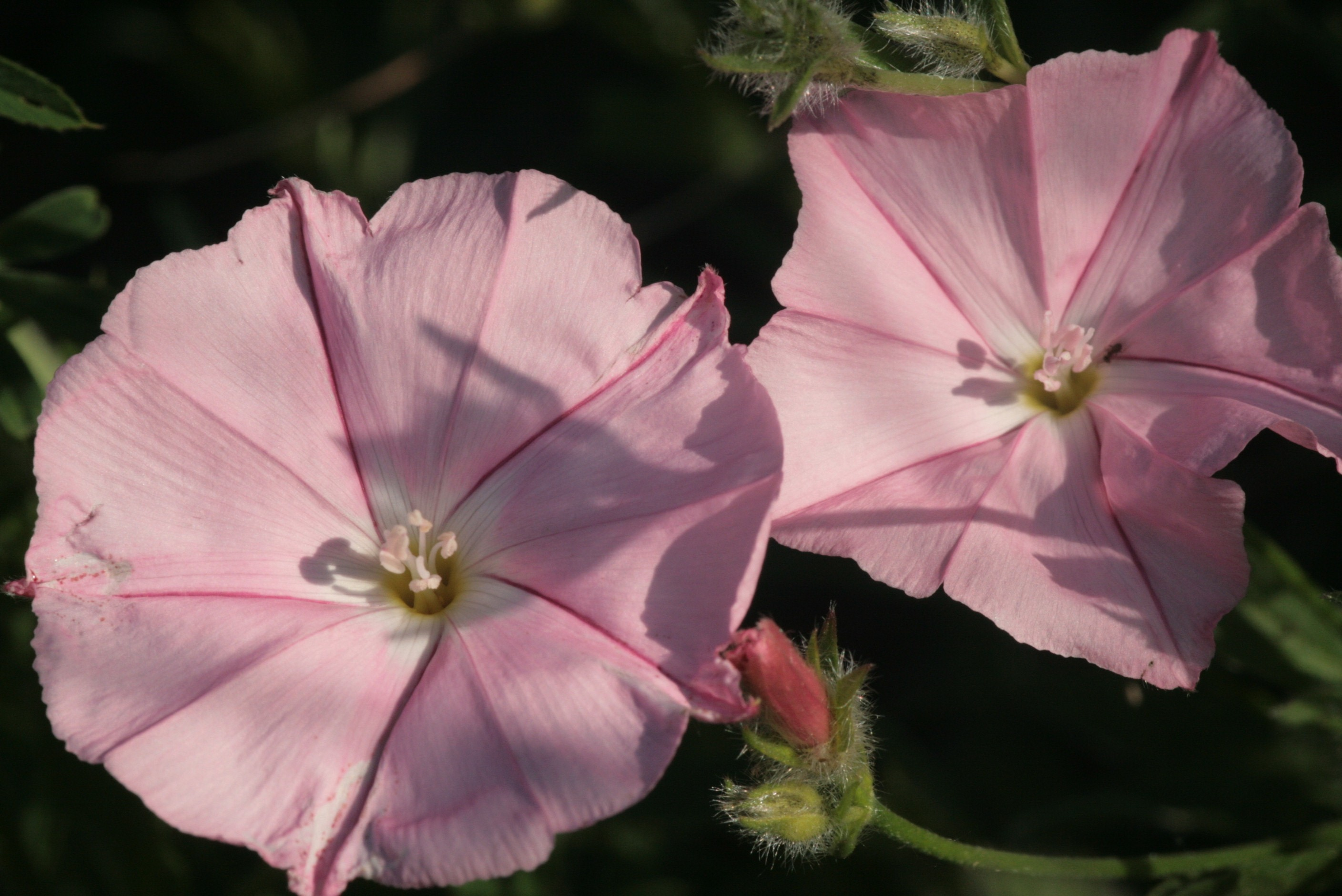
Blüten im Detail

### Vegetative Merkmale
Die Kantabrische Winde ist eine ausdauernde krautige Pflanze, die Wuchshöhen von 10 bis 50 Zentimetern erreicht.
Die grundständigen Laubblätter sind in langen Blattstiel und Blattspreite gegliedert. Ihre Blattspreiten sind spatelig oder verkehrt-eiförmig-länglich, stumpf und ganzrandig. Von unten nach oben gehen die Laubblätter allmählich in die oberen, ungestielten, linealisch-lanzettlichen spitzen Blätter über. Alle Laubblätter sind graugrün und zottig behaart.

### Generative Merkmale
Die Blüten stehen einzeln oder zu zweit endständig oder achselständig oder bis zu fünft in scheindoldigen Blütenständen. Der Blütenstand wird 10 bis 50 Zentimeter hoch und ist deutlich verzweigt. Die seitlichen Blütenstände sind 4,5 bis 10, selten bis zu 15 Zentimeter lang und lang gestielt.
Die zwittrigen Blüten sind radiärsymmetrisch mit doppelter Blütenhülle. Die zottig behaarten Kelchzipfel sind länglich bis lineal-lanzettlich mit zugespitztem oberen Ende. Die rosafarbenen Krone ist bei einer Länge von etwa 2 Zentimetern sowie einem Durchmesser von 3 bis 4 Zentimetern trichterförmig und ist an den Falten seidig behaart. Der Griffel ist zottig behaart.
Die Kapselfrucht ist bei einer Länge von 6 bis 8 Millimetern rundlich-eiförmig und durch den bleibenden Griffel am oberen Ende spitzig. Die Samen sind bei einer Länge von 3 bis 4 Millimetern eiförmig.
Die Blütezeit reicht von Juli bis August.
Die Chromosomenzahl beträgt 2n = 30.

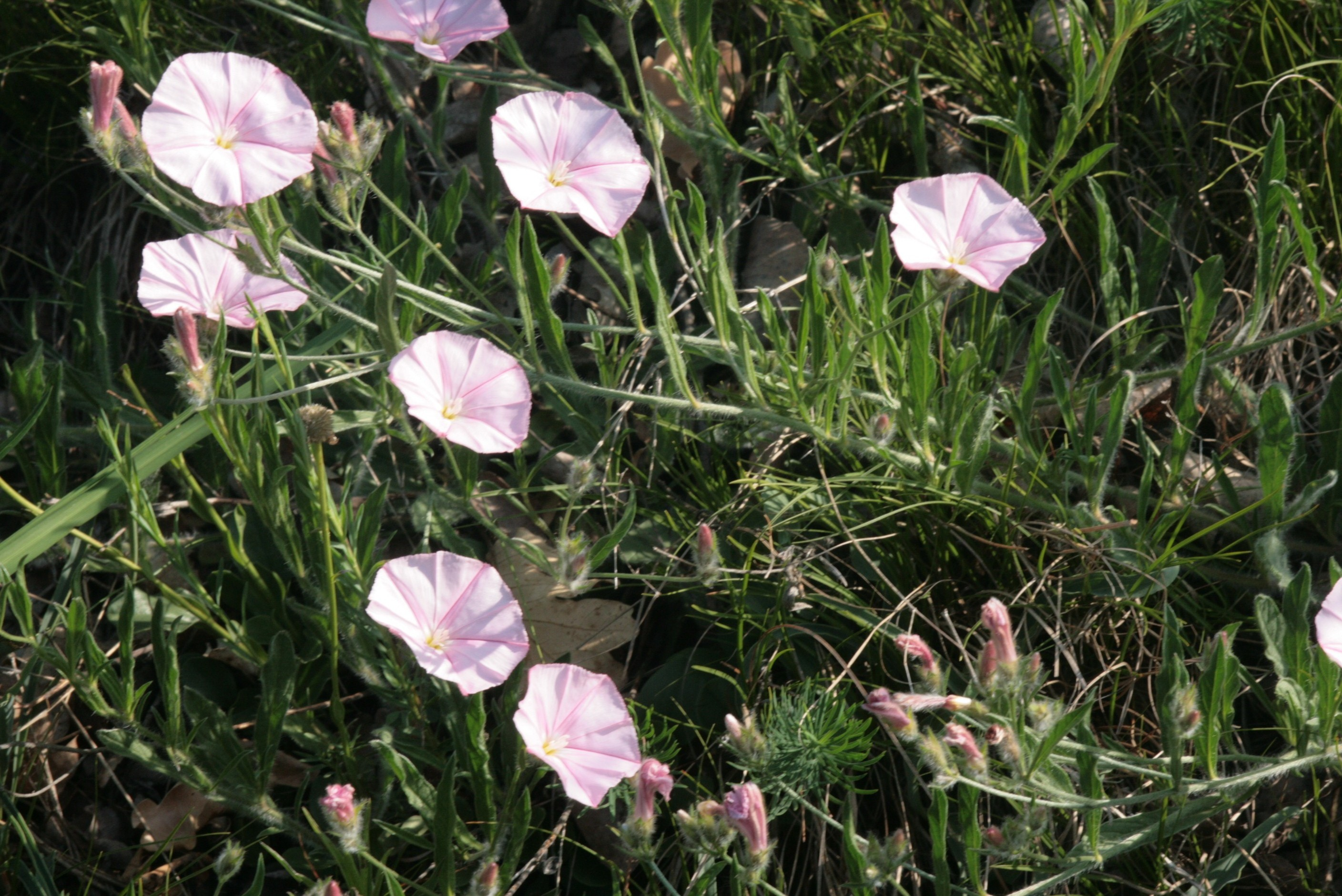
Habitus und Blüten

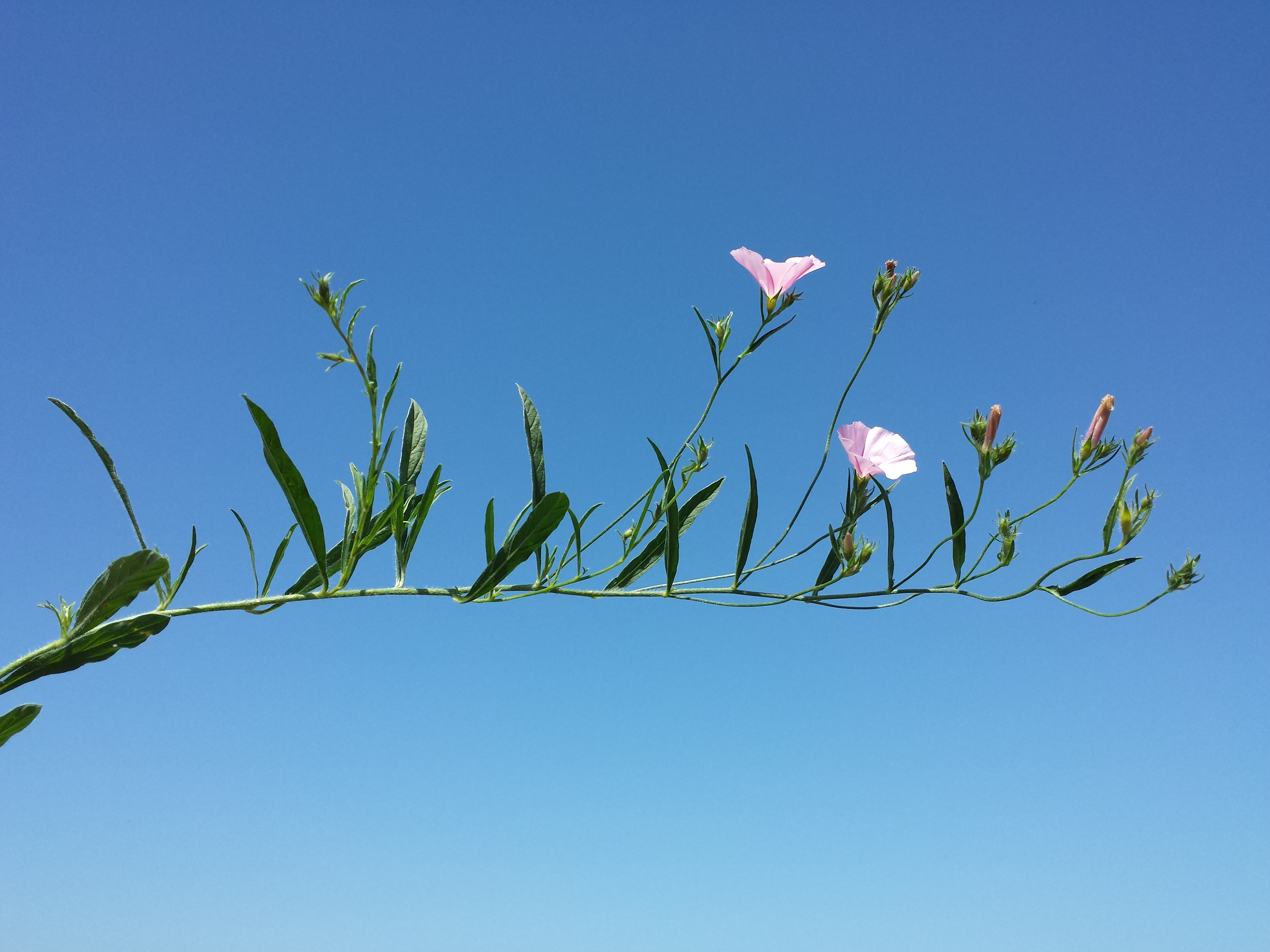
Habitus

## Vorkommen
Die Kantabrische Winde ist in Südeuropa, im südlichen Mitteleuropa, in Anatolien, im Kaukasusraum und im Iran und Afghanistan verbreitet. Sie kommt an Wegrändern und auf Felshängen in Höhenlagen bis 1700 Metern vor. Sie gedeiht hauptsächlich in kalkliebenden Therophyten-Gesellschaften des Verbandes Thero-Brachypodion.

## Systematik
Die Kantabrische Winde wurde 1753 von Carl von Linné in Species Plantarum erstveröffentlicht. Das Artepitheton cantabrica wurde von Linné als Substantiv eingeführt, weil der im Protolog zitierte Charles de l’Écluse die Pflanze als Cantabrica quorundam bezeichnet hatte. Es kann deshalb nicht in „cantabricus“ geändert werden.

## Nutzung
Die Kantabrische Winde wird selten als Zierpflanze für Steingärten genutzt.

## Belege